# Huachacalla
Huachacalla ist eine Ortschaft im Departamento Oruro im Hochland des südamerikanischen Anden-Staates Bolivien.

## Lage im Nahraum
Huachacalla ist der einzige Ort des Municipios Huachacalla und der Verwaltungssitz der Provinz Litoral. Huachacalla liegt auf dem bolivianischen Altiplano am Río Sabaya auf einer Höhe von 3749 m über dem Meeresspiegel am Osthang eines Gebirgsmassivs aus zwei quartären Schichtvulkanen, dem Pacha Kkollu Quimsa Misa (4702 m) im Nordwesten und dem Inca Camacho (4792 m) im Südosten.

## Geographie
Das Klima ist semiarid und weist eine kurze Regenzeit im Sommer auf, der Jahresniederschlag liegt bei niedrigen 200 mm. Die Jahresdurchschnittstemperatur liegt bei 5,5 °C ohne wesentliche Schwankungen im Jahresverlauf, aber mit starken Tagesschwankungen der Temperatur und häufigem Frostwechsel.
Die Vegetation im Raum Huachacalla entspricht der semiariden Puna. Sie ist baumlos und setzt sich vor allem aus Dornsträuchern, Gräsern, Sukkulenten und Polsterpflanzen zusammen. Sie wird wirtschaftlich als Lama-, Alpaka- und Schafweide genutzt.

## Verkehrsnetz
Huachacalla liegt in einer Entfernung von 161 Straßenkilometern südwestlich von Oruro, der Hauptstadt des Departamentos.
Von Oruro aus führt die unbefestigte Nationalstraße Ruta 12 über Toledo und Ancaravi nach Huachacalla und weiter über Pisiga an der chilenischen Grenze nach Colchane in Chile. Wenige Kilometer östlich der Stadt überquert die Ruta 12 den Río Sabaya, der zwanzig Kilometer weiter südlich in den Salar de Coipasa fließt.

## Bevölkerung
Die Einwohnerzahl der Ortschaft war in den vergangenen beiden Jahrzehnten deutlichen Schwankungen unterworfen:
| Jahr | Einwohner | Quelle       |
| ---- | --------- | ------------ |
| 1992 | 983       | Volkszählung |
| 2001 | 1650      | Volkszählung |
| 2012 | 1003      | Volkszählung |
| 2024 |           | Volkszählung |

Die Ortschaft hat etwa 200 Wohnhäuser und an Infrastruktureinrichtungen eine Schule, ein Krankenhaus, eine katholische Kirche und eine Kaserne. Außerdem bildet die "Escuela de Auxiliares de Enfermería Jesús María" junge Frauen und Männer aus armen Familien zu Gesundheitspromotoren aus.